# Linda King
Linda King (1940) è una poetessa e scultrice statunitense, famosa per aver avuto una turbolenta relazione con lo scrittore e poeta Charles Bukowski.
| Controllo di autorità | VIAF (EN) 96801744 · Europeana agent/base/18067 · LCCN (EN) no2009117805 |